# 1080年代
1080年代（せんはちじゅうねんだい）は、西暦（ユリウス暦）1080年から1089年までの10年間を指す十年紀。

## できごと

### 1080年
- カスティーリャ王アルフォンソ6世、国内のカトリック教会において、モサラベ典礼に変わり、ローマ典礼を採用。

### 1083年
- 後三年の役（-1087年）

### 1084年
- ケルンのブルーノ、修道会カルトジオ会を創立。

### 1085年
- イングランド王国にてドゥームズデイ・ブック（土地台帳）の作成

### 1086年
- 白河天皇が第73代堀河天皇に譲位し、上皇として院政を開始。

### 1087年
- ウィリアム2世、イングランド王に即位。
- ミラのニコラオスの不朽体/聖遺物がバーリへ移動。

### 1088年
- ローマ教皇ウルバヌス2世即位（1088年-1099年）。
- クリュニー修道院、第3期工事の開始。